# ماك أو إس موهافي
ماك أو إس هاي موهافي (بالإنجليزية: macOS Mojave)‏ هو الإصدار الرئيسي الرابع عشر من أو إس إكس من نظام أبل للخوادم وحواسيب ماكنتوش، تم الإعلان عنه في مؤتمر آبل العالمي للمطورين والذي عقد في 4 يونيو 2018 ليكون وريث ماك أو إس هاي سييرا. ومن أجل تطابق أسماء برمجيات أبل المتعددة مثل watchOS وtvOS. وهو الإصدار الثاني الذي يحتوى على ماك أو إس، بعدما تم الإستغناء عن ماك أو إس 10 (OS X) والاكتفاء بإضافة ماك أو إس.
فهذا الإصدار يحوى العديد من تطبيقات آي أو إس (بالإنجليزية: iOS)‏ في سطح المكتب، بما في ذلك «الأخبار» (بالإنجليزية: Apple News)‏ و«مذكرات الصوت» (بالإنجليزية: Voice Memos)‏ و«المنزل» (بالإنجليزية: Home)‏؛ يقدم وضع Dark؛ وهو الإصدار الأخير من ماك أو أس الذي يدعم تطبيقات 32 بت. سمي «ماك أو إس هاي موهافي» بذلك للإشارة إلى منطقة صحراء موهافي المشهورة بحرارتها المرتفعة في ولاية كاليفورنيا بالولايات المتحدة الأمريكية.
يذكر أن إصدارات بيتا التجريبية من ماك أو إس موهافي أصبحت متاحة حاليًا لأعضاء برنامج «مطوري أبل» (بالإنجليزية: Apple Developer)‏، ومن المتوقع أصبح الإصدار الرئيسي متاحاً للجميع في سبتمبر 2018.